# La Crosse (Kansas)
La ville de La Crosse est le siège du comté de Rush, situé dans l’État du Kansas, aux États-Unis. Sa population s’élevait à 1 342 habitants lors du recensement de 2010, estimée à 1 231 habitants en 2016.

## Source
- (en) Cet article est partiellement ou en totalité issu de l’article de Wikipédia en anglais intitulé « La Crosse, Kansas » (voir la liste des auteurs).